# Leorema
Leorema ist ein osttimoresischer Suco im Verwaltungsamt Bazartete (Gemeinde Liquiçá).

## Geographie

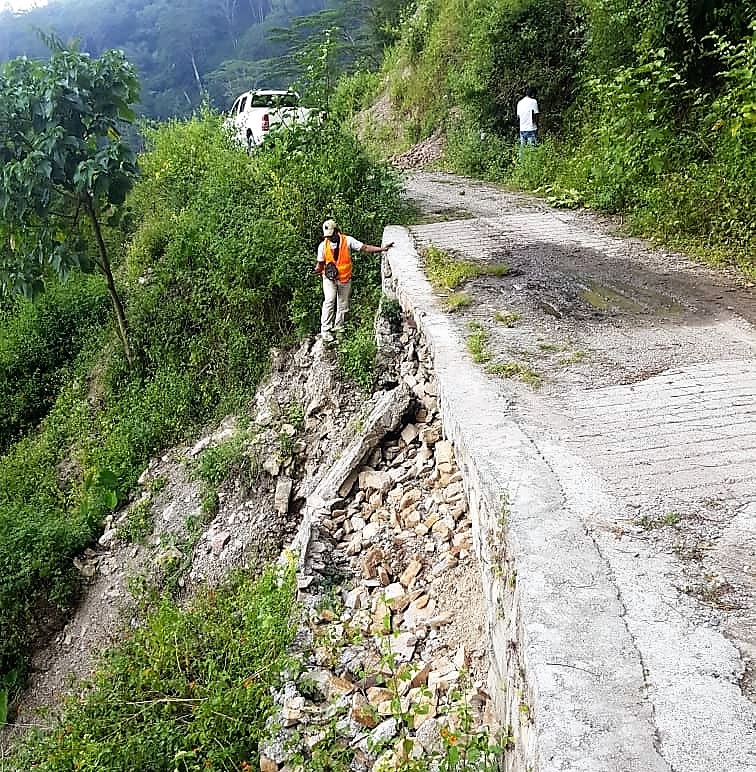
Begutachtung von Straßenschäden in Bucumera

Leorema liegt im Südwesten des Verwaltungsamts Bazartete. Nordwestlich liegt der Suco Metagou, nördlich der Suco Fatumasi und nordöstlich der Suco Fahilebo. Im Westen grenzt Leorema an das Verwaltungsamt Liquiçá mit seinen Sucos Darulete und Açumanu und im Süden an die zur Gemeinde Ermera gehörenden Verwaltungsämter Ermera mit seinem Suco Ponilala und Railaco mit seinen Sucos Matata und Liho. Im Nordosten entspringt der Fluss Pahiklan, der später als Grenzfluss zu Fahilebo Ermela heißt. Er mündet in den Anggou, der ein kleines Stück der Grenze zu Liho bildet. Die Flüsse gehören zum System des Rio Comoro. Die Grenze zu Ponilala entlang fließt der Gleno und im Grenzgebiet zu Daruelete entspringt der Caicabaisala. Sie beide sind Nebenflüsse des Lóis. Leorema hat eine Fläche von 26,70 km² und teilt sich auf in die zehn Aldeias Baura, Bucumera (Buku Mera), Cutulau (Kutulau, Kutulao), Ergoa, Fatunero, Hatu-Hou (Fatuhou), Manu-Lete (Manulete), Railuli, Urema und Urluli.
Im Nordosten liegt das Dorf Buku Mera (Bucumera), auf dem Berg Foho Buku Mera (Lage, 1079 m). Westlich davon liegt der Ort Cutulau, am Hang des Foho Cutulau (Foho Kutulau, Lage). Er ist mit 1381 m der höchste Berg der Gemeinde Liquiçá. Auf dem Gipfel befindet sich eine Sendeanlage der Telkomcel. An seinem Südhang reihen sich entlang der Hauptstraße des Sucos die Gebäude des Doppeldorfes von Baura und Urema. Wo die nach Süden reichenden Ausläufer des Foho Cutulau enden, erhebt sich ein weiterer Berg (Lage, 1209 m) quer von West nach Ost und trennt den Süden des Sucos vom Zentrum. Im Tal dazwischen befindet sich in Ecapo der Sitz des Sucos. Entlang des Rückens des südlichen Berges reihen sich an einer Straße auf die Dörfer Hatu-Hou, Urluli, Fatunero, Manu-Lete und Railuli.
Grundschulen gibt es in Buku Mera, Baura, Ecapo (Escola Primaria Ecapo) und Manu-Lete. Im Norden gibt es außerdem einen Hubschrauberplatz für Notfälle und in Ecapo eine medizinische Station. Baura und Urluli haben eine Kapelle und in Ergoa befindet sich ein lokaler Markt.
Der Suco liegt im Zentrum des Naturreservates von Fatumasin, das mit mindestens 15 geschützten Vogelarten auch zu einer Important Bird Area erklärt wurde. Das Reservat ist 13.618 Hektar groß und reicht bis in die Gemeinde Ermera. Neben jenen am Monte Mundo Perdido und am Tatamailau ist das Reservat eines der drei wichtigsten Orchideen-Schutzgebiete des Landes.

## Einwohner

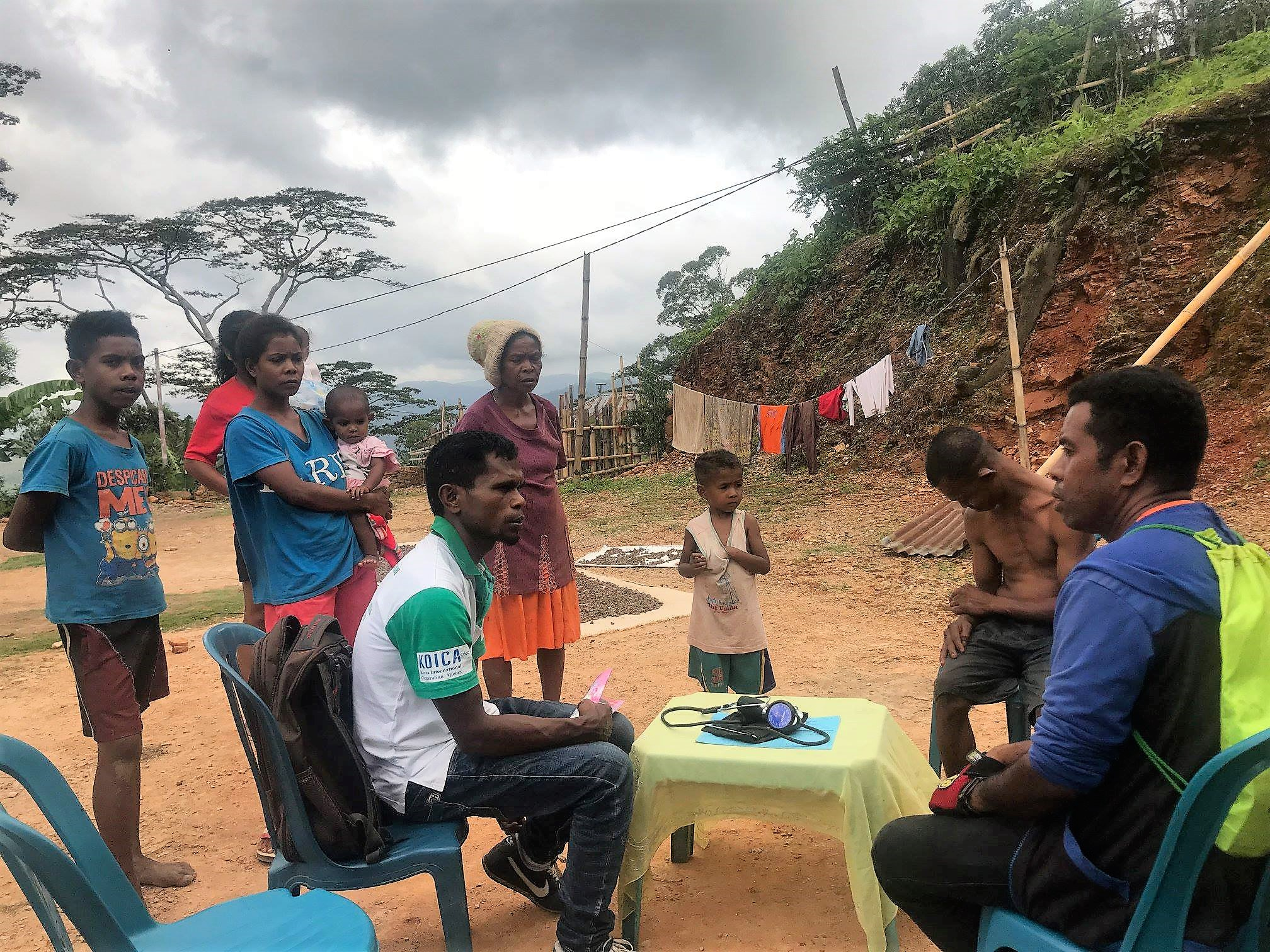
Arztvisite (2019)

Im Suco leben 5.821 Einwohner (2022), davon sind 2.977 Männer und 2.844 Frauen. Im Suco gibt es 1.039 Haushalte. Über 90 % der Einwohner geben Mambai als ihre Muttersprache an. Über 7 % sprechen Tetum Prasa, fast 1,5 % Tokodede und eine kleine Minderheit Kemak.

## Geschichte
Ende 1979 befand sich in Leorema ein indonesisches Transit Camp für Osttimoresen, die zur besseren Kontrolle von den Besatzern umgesiedelt werden sollten.
Leorema war im September 1999, während der Unruhen nach dem Unabhängigkeitsreferendum, Schauplatz von Vergewaltigungen und Mord durch die pro-indonesischen Miliz Besi Merah Putih. Zwei Wochen machte die BMP Jagd auf die Bevölkerung. Am 7. September wurde ein Mann von der BMP erschossen, seine Frau, wie andere Zivilisten auch, nach Westtimor deportiert.

## Politik

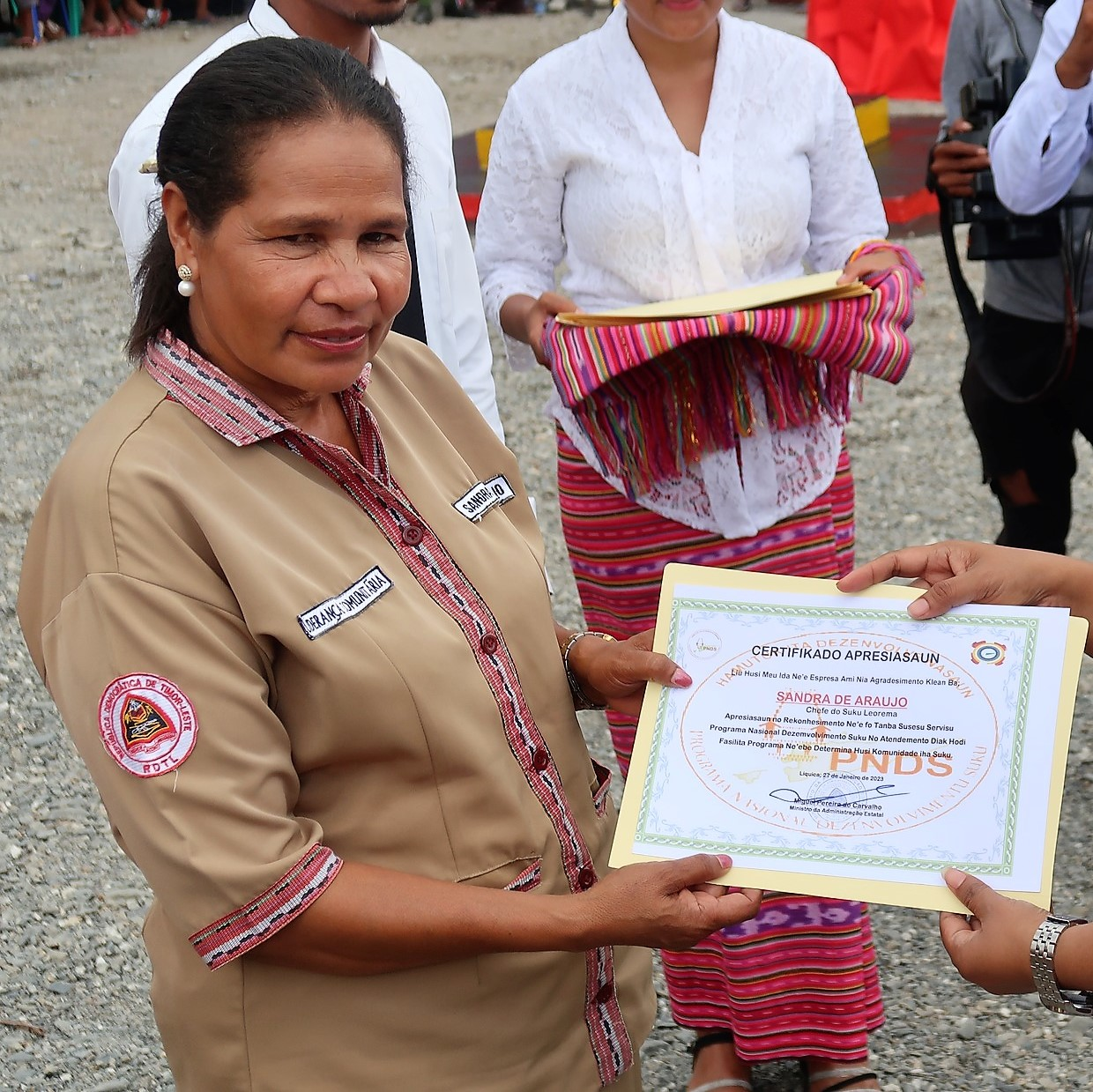
Sandra de Araújo (2023)

Bei den Wahlen von 2004/2005 wurde Leandro Lobato zum Chefe de Suco gewählt. Bei den Wahlen 2009 gewann Alberto da Costa Freitas und 2016 Almeida dos Santos. Sie wurde außer der Reihe von Sandra de Araújo abgelöst. 2023 gewann Damião M. P. dos Santos die Kommunalwahl.

## Persönlichkeiten
Aus Leorema stammt die Familie des Politikers und Freiheitskämpfers Nicolau dos Reis Lobato. Seine Schwester, die Politikerin Lúcia Lobato wurde hier geboren. 1964 wurde in Leorema der Politiker António da Conceição geboren und Leandro Lobato 1974.